# Metalmærker
Metalmærker eller metalvinger (Riodinidae) er en familie af dagsommerfugle med mere end 1400 arter, der fortrinsvis er udbredt i Mellem- og Sydamerika. Arterne har ofte mange farver og særprægede vingeformer, hvilket dog ikke gælder den enlige europæiske repræsentant for familien. Hannerne har stærkt reducerede forben ligesom takvingerne. Metalmærkerne har været betragtet som en underfamilie af blåfuglene. Larverne har ofte et tæt samliv med myrer.

## Arter
Den enlige europæiske art i familien metalmærker:
- Terningsommerfugl (Hamearis lucina)